# 倉本康子
倉本 康子（くらもと やすこ、1974年9月30日 - ）は、日本のファッションモデル、女優、タレント、ジュエリー・デザイナー、レポーター。Blooming Agency所属。
東京都板橋区出身。豊島岡女子学園高等学校、実践女子短期大学卒業。

## 来歴
デビューのきっかけは短大1年の夏に出場したミスコンでスカウトされたこと。当初はファッション雑誌『CanCam』（小学館）のモデルとして活動し、その後は『Domani』（小学館）などに登場する傍ら、史上初のインテリアモデルとしてメディアの注目を集め、インテリアコーディネートやオリジナル収納グッズをプロデュースするなど活動中。

## 人物
レギュラー番組である『おんな酒場放浪記』（BS-TBS）では、番組最後に出演者の中で唯一、酒場の屋号を用いたあいうえお作文形式で詩を詠む。本家の『酒場放浪記』に登場する吉田類とは2010年7月より『類とヤッコの「居酒屋女子」入門』を『STORY』（光文社）にて連載している。
この世で一番好きな食べ物は、タコである。
特技は顔マネ・ピアノ。趣味は映画・演劇鑑賞、格闘技観戦。
両親が広島出身であることから、自身も広島東洋カープのファン。姉が1人いる。
上記の通り、両親が広島出身であることと祖父が旧海軍に在籍していたこともあり、2024年4月に広島県呉市の「くれ観光特使」を委嘱された。
極度の近視で、幼稚園児の頃からコンタクトレンズを着用している。

## 活動

### 雑誌
- Domani（小学館） - 専属モデル ※2007年9月で専属契約は終了
- saita（芝パーク出版）
- グランマガジン（日之出出版）
- Gainer（光文社）
- デリシャス（世界文化社）
- FRaU（講談社）
- STORY（光文社）[8]

### CM
- ジョンソン・エンド・ジョンソン -「ワンデーアキビュー」
- カルピス -「カフェラモード」(スチール)
- 日商エステム -「エステムプラザ」(スチール)
- アステル中国 -「ドットi」
- フォリアル -「esper30」(広島のみ)
- キャノン - カラーコピー機
- ポーラ化粧品本舗（スチール）（1999年契）
- カシオ -「ピアファイブ」
- P&G -「パンテーン」（スチール）
- 花王 -「ビオレふくだけコットン」（CM）「ケープスーパーハード」（スチール）
- 東京都自転車商防犯協会　CM・ポスター“ひったくり防止キャンペーン”

### 広告
- 京成百貨店 - グランドオープン（スチール）
- たまプラーザ東急S.C（イメージキャラクター）
- クリニーク雑誌連載
- スバル -「new REGACY OUTBACK」
- コーセー -「ELSIA」（イメージキャラクター）
- 株式会社ハーブ健康本舗 - 美容健康茶「モリモリスリム」
- P&G -「ファブリーズ　ホームフレグランス」

### ショー
- DA TRUSSARDI
- ポロラルフローレン
- ANAYI SAZABY
- ETRO
- クラウディア

### テレビ
- ほっとシネマ（ムービープラス）
- 世界プチくら! (朝日放送テレビ)
- 今田ハウジング（日本テレビ）
- ぴーかんバディ! (TBSテレビ)
- 日立 世界・ふしぎ発見! (TBSテレビ)

- 2007年1月27日放送（第995回）中東の楽園バーレーンに消えた 大墳墓文明ディルムン
- FILM FACTORY（テレビ東京）※監督業に挑戦
- おもいッきりDON!（日本テレビ）
- めざせ会社の星（NHK教育）
- ショートフィルムカフェ（BSフジ）
- ひるおび (TBSテレビ)
- 非婚家族（フジテレビ）
- やまとなでしこ〜ディレクターズカット（フジテレビ）
- 教えて・からだのミカタ（BS-TBS、? - 2010年10月16日）
- ネプリーグ（フジテレビ、2011年4月25日）
- お願い!ランキング（テレビ朝日、不定期出演）
- おんな酒場放浪記（BS-TBS、2012年4月7日 - ）
- タモリ倶楽部（テレビ朝日 「ホッピーの浮気相手を探そう!!」、2013年4月20日）
- 吉田類 フランス大紀行〜美食と芸術を訪ねて〜（BS-TBS、2019年3月8日・3月15日）
- ヒルナンデス!（日本テレビ） 火曜日コーナー：「格安コーデバトル!」- 助っ人モデル
- ショップチャンネル　お買い物エンターテインメント

### ドラマ
- NTTdocomo インフォマーシャルTBSドラマ「ですよねぇ」10話
- 「SHOP ON TV」（兵庫・愛知・静岡・九州・北海道・神奈川で放送）
- 警部補・元山純平〜オルゴール連続殺人事件〜（松本ちはる役）

### 映画
- しあわせなら手をたたこう（2005年11月19日公開、エキスプレス-日本出版販売）- 合田真樹 役
- カメレオン（2008年7月5日公開、東映）

### 講師
- 〜毎日を楽しくする！〜　倉本康子のシンプルアレンジ術（NHK文化センター豊橋教室）（2012年3月20日）
- 倉本康子の1時間で女子力アップのインテリア&収納術（朝日カルチャーセンター横浜教室）（2012年3月23日）
- 倉本康子の美力UP術！（NHK文化センター仙台教室）（2012年5月26日）
- 倉本康子の美力UP術！（NHK文化センター郡山教室）（2012年5月26日）
- モデル倉本康子流　美の秘訣（朝日カルチャーセンター横浜教室）（2012年6月9日）
- 倉本康子の簡単インテリア・収納術（横浜ランドマーク教室）（2012年12月22日）
- 東放学園タレント科（特別講師）

### 著作物

#### DVD
- 決定版！　きれいなカラダになる「ピラティスエクササイズ」- Domani（実践モデル）

#### 書籍
- モデル倉本康子のHappy美人生活（発売日：2009年11月30日）- 二見書房（旧：ISBN 457609162X、新：ISBN 978-4576091624）
- インテリアモデル倉本康子の暮らしやすい収納とインテリア「SEIBIDO MOOK」（発売日：2010年11月02日）- 成美堂出版（旧：ISBN 4415109128、新：ISBN 978-4-415-10912-1）
- 倉本康子のシンプルアレンジ術「美人開花シリーズ」（発売日：2011年09月30日）- ワニブックス（旧：ISBN 4847090209、新：ISBN 978-4-8470-9020-2）
- 30分で女子力アップのインテリア＆収納術（発売日：2012年12月7日）- 朝日新聞出版（ISBN 978-4022510266）

### その他
- ジュエリーブランド『Meteor（ミーティア）』（デザイナー）
- 神戸HDC（インテリア・ファッショントーク）
- 有楽町西武百貨店（ファッショントーク）